# Heiliger Stein (Mitterretzbach)

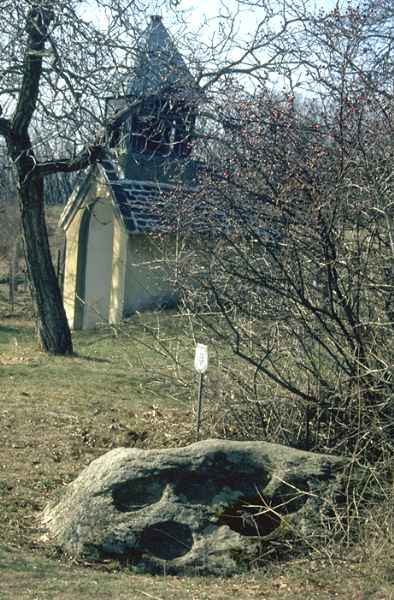
Naturdenkmal Heiliger Stein in Mitterretzbach

Beim „Heiligen Stein“ in Mitterretzbach handelt es sich um einen Schalenstein, der vermutlich schon in prähistorischer Zeit als Kultplatz diente. Eine Quelle und eine Kirche in unmittelbarer Nähe dienten später als christliche Wallfahrtsstätten. Der Stein selbst ist als Naturdenkmal ausgewiesen (Listeneintrag).

## Lage
Der Heilige Stein liegt auf der Anhöhe des Manhartsbergs an der Grenze von Weinviertel und Waldviertel zwischen der von Mitterretzbach nach Niederfladnitz führenden Straße und der nur 275 Meter entfernten Staatsgrenze zur Tschechischen Republik bei Hnanice.

## Geschichte
Dem Bericht einer einheimischen Chronik zufolge wurde 1647 Veit Priesler, der sich nur noch mit Hilfe von Stöcken fortbewegen konnte, von seiner Krankheit geheilt, nachdem er sich mit dem Wasser der nahe beim Heiligen Stein gelegenen Quelle gewaschen hatte. Er ließ daraufhin einen Brunnen errichten und das Wasser verhalf vielen Kranken zu ihrer Gesundheit.
Ein beim Heiligen Stein wohnender Eremit soll Berichten entsprechend das „Marienwasser“ genannte Quellwasser bis Znaim und Roseldorf (Gemeinde Sitzendorf) (30 Kilometer entfernt) gebracht haben.
Wenn die Angaben in der Chronik des Stifts Lilienfeld zutreffen, waren es bald tausende Menschen, die zu dem neuen Wallfahrtsort „Unserer Lieben Frau am Stein“ pilgerten und dort Trost und Heilung von ihren Gebrechen suchten.
Im Jahr 1650 wurde über der Quelle die Kapelle „Maria am Stein“ in den Weingärten errichtet.
Zwischen dem Pfarrer von Mitterretzbach und dem von Roseldorf entbrannte ein Streit darüber, auf wessen Pfarrgebiet die Wallfahrtskapelle steht, denn es ging um die Spendengelder der Pilger. Der Pfarrer von Mitterretzbach Robert Azger (1639–1708) konnte seine Zuständigkeit beweisen, trotzdem zahlte er freiwillig der Roseldorfer Pfarre jährlich einen Gulden.
Im Jahr 1709 sollte der Stein wegen „abergläubischen Gebrauchs“ zerstört werden. Der Lilienfelder Abt Sigismund Braun trat für seine Erhaltung ein.
Berichte von Krankenheilungen ließen die Zahl der Pilger immer mehr ansteigen, so dass 1750 mit dem Bau einer großen Wallfahrtskirche begonnen wurde. Das Wasser der Quelle wurde in die Kirche geleitet, um dort von den Wallfahrern entnommen werden zu können.

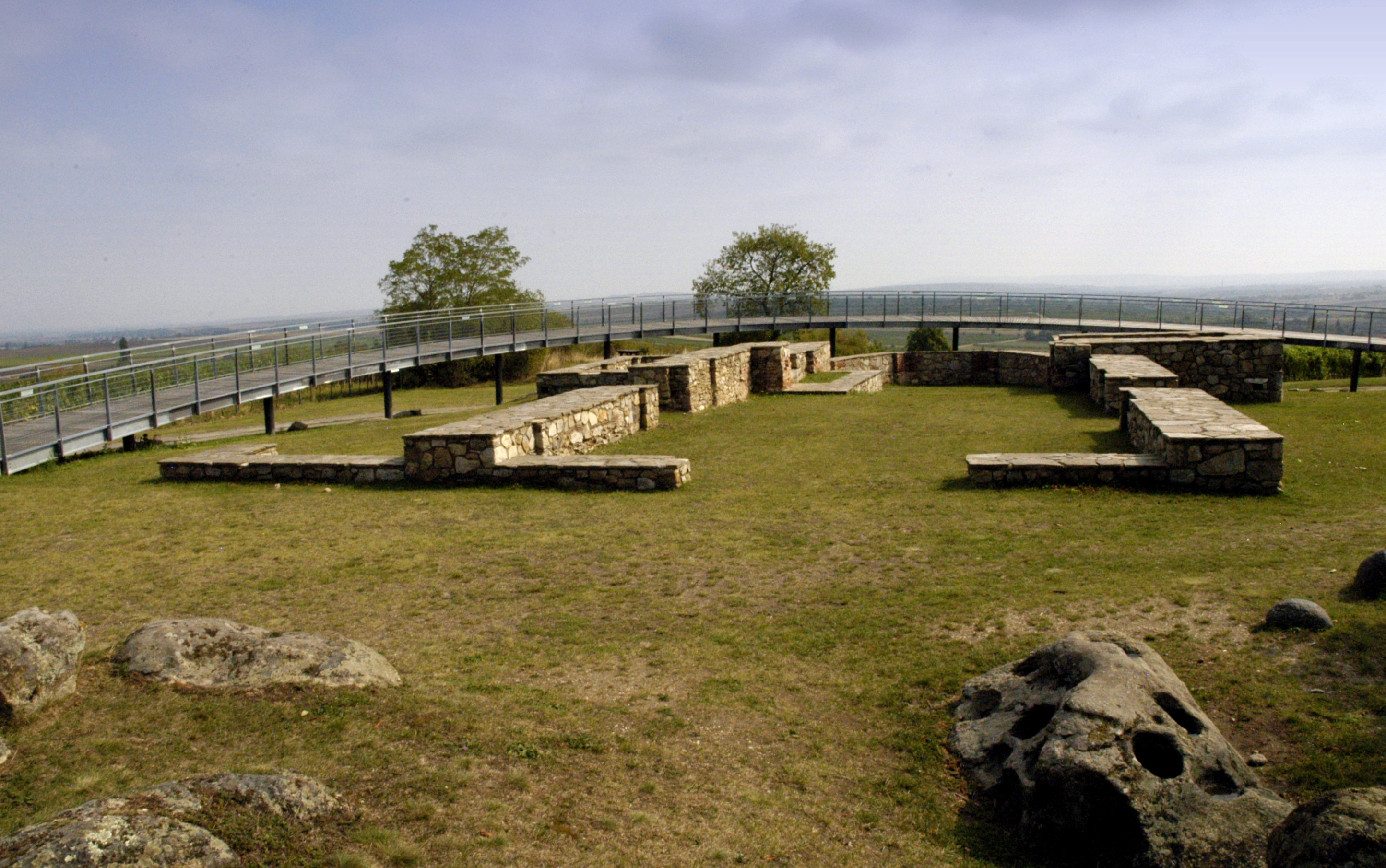
Die freigelegten Fundamente der Wallfahrtskirche, im Vordergrund der „Heilige Stein“

Kaiser Joseph II. erließ 1784 den Befehl, die Kirche „Unsere Liebe Frau am Stein“ abtragen zu lassen. Laut Chronik wurde die Kirche am 1. Mai 1785 geschlossen und mit der Demolierung des Bauwerks begonnen.
Die 88 Zentimeter große Gnadenstatue kam in die Kirche von Mitterretzbach, die übrigen Wertgegenstände in umlegende Gotteshäuser. Außerdem sollen einige Wagenladungen voll mit Krücken und anderen Gehhilfen abtransportiert worden sein.
1995 wurden die Fundamente der abgebrochenen Kirche ausgegraben. Um über diese Ausgrabung einen besseren Überblick zu bekommen, wurde 1999 eine ellipsenförmige Aussichtswarte um den Grundmauern der ehemaligen Kirche errichtet, die auch einen weiten Ausblick ins Weinviertel und nach Südmähren ermöglicht.